# Groșuri, Hunedoara
Groșuri este un sat în comuna Blăjeni din județul Hunedoara, Transilvania, România.

## Vezi și
- Biserica de lemn din Grosuri